# Skadedysse
Der Skadedysse war eine megalithische Grabanlage der jungsteinzeitlichen Nordgruppe der Trichterbecherkultur im Kirchspiel Stenløse in der dänischen Kommune Egedal. Er wurde im 19. Jahrhundert zerstört.

## Lage
Das Grab lag westsüdwestlich von Ganløse auf einem Feld nördlich des Svinemosevej. In der näheren Umgebung gibt bzw. gab es zahlreiche weitere megalithische Grabanlagen.

## Forschungsgeschichte
Im Jahr 1875 führten Mitarbeiter des Dänischen Nationalmuseums eine Dokumentation der Fundstelle durch. Zu dieser Zeit waren keine baulichen Überreste mehr auszumachen.

## Beschreibung
Über eine Hügelschüttung oder eine steinerne Umfassung ist nichts bekannt. Die Grabkammer wird als freistehend beschrieben und ist wohl als Urdolmen anzusprechen. Sie bestand aus vier Wandsteinen und einem Deckstein. Zu den Maßen und der Orientierung der Kammer liegen keine Angaben vor.